# Moxonidin
A moxonidin hatásos vérnyomáscsökkentő gyógyszer. Hatását a központi idegrendszerre (CNS) hatva fejti ki. A moxonidin a nyúltvelőben szelektíven az I1-imidazolin receptorokkal lép kölcsönhatásba. Ezek a imidazolin-szenzitív receptorok a rostralis ventrolateralis velőállományban koncentrálódnak, mely terület elengedhetetlenül fontos a perifériás szimpatikus idegrendszer szabályozásában. Az I1-imidazolin receptorokkal történő kölcsönhatás úgy tűnik, hogy a szimpatikus idegek aktivitásának csökkenéséhez vezet (a szívnél, a splanchnikus területen és a vese szimpatikus idegeinél mutatták ki).
Azáltal, hogy a moxonidin kisebb affinitással kötődik a centrális α2-adeno-receptorokhoz mint az I1-imidazolin receptorokhoz, különbözik az egyéb rendelkezésre álló centrálisan ható antihipertenzívumoktól. Az α2-adenoreceptorokat tartják azoknak a molekuláris célpontoknak, melyeken keresztül a szedáció és a szájszárazság (a leggyakoribb mellékhatása a centrálisan ható antihipertenzívunknak) kialakul.
Emberben a moxonidin a szisztémás vaszkuláris rezisztenciát csökkenti és ezzel egyidejűleg az artériás vérnyomást is.

## Farmakokinetikai tulajdonságok
A moxonidin per os adagolása patkányoknál és kutyáknál gyors és majdnem teljes felszívódást eredményezett a csúcskoncentráció <0,5 órán belül történő elérésével. Az átlagos plazmakoncentráció mindkét fajnál összehasonlítható volt a per os illetve az iv. adagolás esetén. A radioaktivitás és a változatlan összetevők kiürülésének fél életideje megközelítőleg 1-3 óra közé esett. A moxonidin és két fő metabolitja (4,5-dehidromoxonidin és guanin származéka) főként a vizelettel ürült. 52 hetes krónikus adagolást követően sem lehetett egyik fajnál sem a moxonidin kumulálódására utaló jelet észlelni.
Embereknél a per os adagolt moxonidin kb. 90%-a felszívódik. First-pass effektusa nincs, a biológiai hozzáférhetősége 88%-os. Táplálékbevitel a moxonidin farmakokinetikáját nem befolyásolja. A moxonidin 10-20%-a metabolizálódik, főként 4,5-dehidromoxonidinre és az imidazol gyűrű felbontásával egy guanin származékára. A 4,5-dehidromoxonidin vérnyomáscsökkentő hatása csak 1/10-e, a guanin származéké pedig 1/100-a a moxonidinénak. A moxonidin maximális plazmaszintjét a filmtabletta bevételét követően 30-180 perc múlva éri el.
A moxonidinnak megközelítőleg csak 7%-a kötődik a plazmafehérjékhez (Vdss=1,8±0,4 l/kg). A moxonidin és metabolitjai szinte kizárólag csak a veséken keresztül ürülnek. Amíg a dózis több mint 90%-a az adagolás utáni első 24 órában a veséken át eliminálódik, addig csak kb. 1%-a ürül széklet útján. A változatlan formájú moxonidin kumulatív renális kiválasztása kb. 50-75%.
A moxonidin átlagos plazma felezési ideje 2,2–2,3 óra, a vesével történő kiválasztás fél életideje 2,6–2,8 óra.

## Készítmények
Cynt (Lilly)